# Voka (dorp)
Voka (Voka küla) is een plaats in de Estlandse gemeente Toila, provincie Ida-Virumaa. De plaats heeft de status van dorp (Estisch: küla).

## Bevolking
Het dorp had 106 inwoners op 31 december 2011 en 93 inwoners op 31 december 2021.

## Ligging
De plaats, die doorgaans Voka küla (Voka-dorp) wordt genoemd, ligt aan de Finse Golf, naast de vlek Voka (Voka alevik).